# Wartburg-Motorwagen
Der Wartburg-Motorwagen war das erste in Eisenach hergestellte Automobil. Benannt wurde es nach der gleichnamigen Burg bei Eisenach.
Unter der Marke Wartburg wurden bis ca. 1920 noch Fahrräder hergestellt. Nach dem Zweiten Weltkrieg wurde Wartburg als Automarke in Eisenach wieder eingeführt. Die Produktion mehrerer Mittelklasse-Modelle lief von 1956 bis 1991.

## Geschichte
Die 1896 gegründete Fahrzeugfabrik Eisenach stellte Fahrräder und Geschütze her. 1898 wurde entschieden, auch Automobile zu bauen. Dazu erwarb der Rheinmetall-Gründer und Anteilseigner Heinrich Ehrhardt die Alleinlizenz zum Bau einer französischen Voiturette vom Typ Decauville Voiturelle, um so schnell wie möglich ein konkurrenzfähiges Produkt anbieten zu können. Vor Weihnachten dieses Jahres entstand der erste Versuchswagen, ab Anfang 1899 kam das Modell als Wartburg-Motorwagen in den Verkauf. Es wurden rund 250 dieser Fahrzeuge in Eisenach hergestellt, der Preis lag je nach Ausführung zwischen 3500 und 3950 Mark.
Nach dem Ausscheiden des Firmengründers Heinrich Ehrhardt und seines Sohnes Gustav, der als Fabrikdirektor und Chefkonstrukteur an der Entwicklung des Motorwagens maßgeblich beteiligt war, aus dem Unternehmen im Jahr 1904, das mit dem Verlust der Fahrzeuglizenzen einherging, führte die Geschäftsführung die Marke Dixi für Automobile ein. Ab ca. 1920 wurde auch Wartburg als Fahrradmarke durch die Marke Dixi ersetzt.

## Technische Details
Der VEB Automobilwerk Eisenach (AWE) gab anlässlich des 80. Jubiläums des Eisenacher Fahrzeugbaus eine gedruckte Sonderausgabe zu dessen Geschichte und mit technischen Daten des Wartburg-Motorwagens heraus.

### Antrieb
Während die ersten Fahrzeuge noch von einem luftgekühlten Viertaktmotor mit 2,6 kW (3,5 PS) angetrieben wurden, hatte die zweite Version einen wassergekühlten Motor, der maximal 3,8 kW (5 PS) oder in der Rennversion 5,9 kW (8 PS) leistete. Es war ein Ottomotor mit zwei in Reihe stehend angeordneten Zylindern und 764 cm³ Hubraum, die Einlassventile waren ungesteuerte Schnüffelventile, die beim Ansaugen automatisch vom Unterdruck im Zylinder geöffnet wurden, die Auslassventile wurden mechanisch gesteuert. Der Kühler befand sich vor der Vorderachse; angelassen wurde der Wartburg-Motorwagen über ein Handrad am Fahrersitz. Die Zündung arbeitete mit einer Trockenbatterie. Wenn die Batterie leer war, blieb der Wagen stehen. Der Motor war mit dem freiliegenden Dreiganggetriebe unter dem kutschbockähnlichen Fahrersitz angebracht. Geschaltet wurde mit einem Handhebel am Fahrersitz. Das heckgetriebene Fahrzeug erreichte eine Höchstgeschwindigkeit von circa 40 km/h. Die Vorderräder waren ungebremst.

### Fahrwerk

Wartburg-Motorwagen. Eine Anzeige der Fahrzeugfabrik Eisenach aus dem Jahre 1902

Der Wartburg-Motorwagen war auf einem Rohrgestellrahmen aufgebaut und hatte Achsschenkellenkung. Die vordere Radaufhängung und die hintere Starrachse waren mit Blattfedern gefedert. Die Lenksäule stand senkrecht vor dem Fahrersitz. Am offenliegenden Differentialgetriebe befanden sich Bandbremsen, die der Fahrer mit dem Fuß betätigen musste, an den Hinterrädern befand sich zudem eine mit Hand zu bedienende Bandbremse. Die Spurweite betrug 1050 mm.

## Modellvarianten
Neben der einfachen Ausführung, wie sie am Anfang gebaut wurde, gab es folgende Modellvarianten:
- einen Tourenwagen in Luxusausführung
- einen Promenadenwagen mit Verdeck, der speziell für Frauen gedacht war

Zur Liste der Sonderausstattungen gehörten neben einem Schirmständer an der Seitenwand eine Hupe mit Gummiball, geflochtene Seitenverkleidungen, Azetylenlampen, Lederpolster und ein Regenverdeck mit Klappmechanismus.

## Rennerfolge um 1900

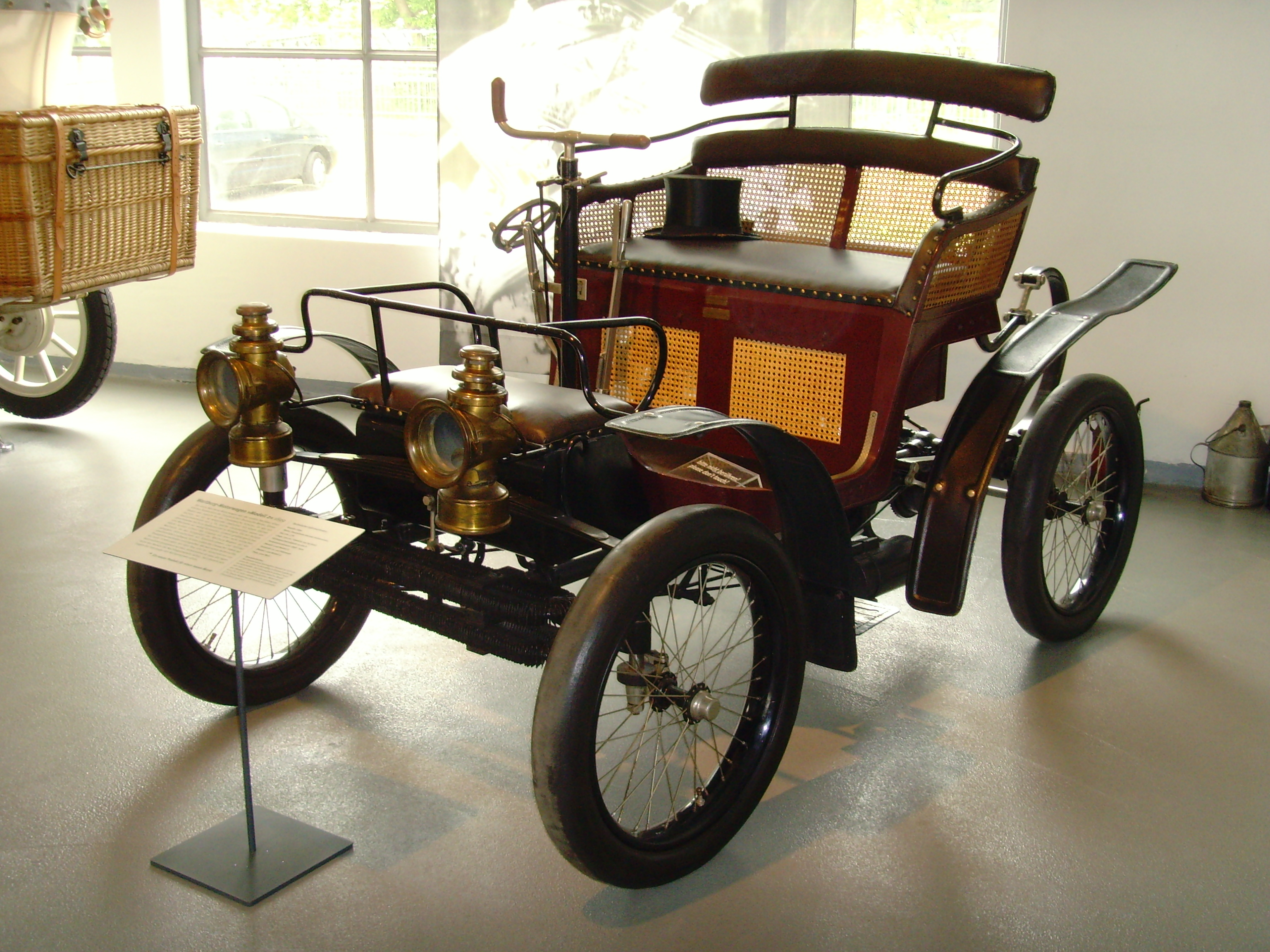
Wartburg-Motorwagen, Modell 2, 1899

In einem Inserat fanden sich folgende Erfolge:
| Strecke                           | Erfolg/Platz                    |
| --------------------------------- | ------------------------------- |
| Berlin–Aachen, ca. 700 km         | 1. Preis in Classe Tourenwagen  |
| Berlin–Aachen, ca. 700 km         | 3. Preis in Classe kleine Wagen |
| Eisenach–Oberhof–Eisenach         | 1. und 2. Preis                 |
| Gotha–Untere Schweizerhütte–Gotha | 1., 2., 3. und 4. Preis         |
| Salzburg–Wien                     | 1., 2., und 3. Preis            |
| Wien–Graz–Wien                    | 1. Preis                        |
| Nürnberg–Kitzingen                | 1. und 3. Preis                 |

Zudem wurde am 24. November 1900 eine 1000 Meilen-Fahrt auf der Rennbahn des Crystal Palace in London durchgeführt. Dort fuhr ein Wartburgwagen ohne Pause die Strecke in 48h 24m 4s, um beispielhaft die vollkommene Betriebssicherheit zu zeigen.